# Rambaiste
Rambeiste (em persa médio: Rām Vahišt; em persa: رام‌بهشت; romaniz.: Rambehešt), também conhecida como Denaces (em persa médio: dynky; romaniz.: Dēnag; em parta: dynkyE; romaniz.: Dēnag; em grego clássico: Δηνάκης; romaniz.: Dekánes; em persa: دینگ) foi uma nobre sassânida do século III da família Bazrangui e esposa de Sasano, o ancestral homônimo do dinastia sassânida (r. 224–651). Era a mãe de Pabeco e avó de Artaxer I, o fundador do Império Sassânida. De acordo com Tabari, "possuía beleza e perfeição".